# Greatest Hits Vol. 2 (ABBA)
Greatest Hits Vol. 2   je kompilacija hitova švedskog sastava ABBA. 

## Popis pjesama
- Strana A

1. "Gimme! Gimme! Gimme! – 4:45
2. "Knowing Me, Knowing You" – 4:01
3. "Take a Chance on Me" – 4:03
4. "Money, Money, Money" – 3:05
5. "Rock Me" – 3:05
6. "Eagle" – 5:53
7. "Angeleye" – 4:20

- Strana B

1. "Dancing Queen" – 3:51
2. "Does Your Mother Know" – 3:13
3. "Chiquitita" – 5:26
4. "Summer Night City" – 3:34
5. "I Wonder (Departure)" – 4:32
6. "The Name of the Game" – 4:52
7. "Thank You for the Music" – 3:49

## Zasluge
Abba
- Benny Andersson - klavijature, vokal
- Agnetha Fältskog - vokal
- Anni-Frid Lyngstad - vokal
- Björn Ulvaeus - akustična gitara, električna gitara, vokal

Ostali izvođači
- Rolf Alex - bubnjevi
- Ola Brunkert - bubnjevi
- Lars Carlsson - rog
- Christer Danielson - rog
- Andrew Eijas - rog
- Malando Gassama - udaraljke
- Rutger Gunnarsson - bas-gitara
- Gloria Lundell - harfa
- Roger Palm - bubnjevi
- Halldor Palsson - saksofon
- Janne Schaffer - gitara
- Bengt Sundberg - rog
- Åke Sundqvist - udaraljke
- Mike Watson - bas-gitara
- Lasse Wellander - gitara
- Gunnar Wenneborg - rog
- Kajtek Wojciechowski - saksofon